# Schlacht von Nyslott
Die Schlacht von Nyslott fand am 9. September 1496 vor den Toren der damals schwedischen Siedlung Nyslott (heute Savonlinna) in Ostfinnland statt. Die schwedischen Truppen unter Befehlshaber Magnus Vikås (ca. 1440–1502) konnten trotz zahlenmäßiger Unterlegenheit den Angriff der Russen unter Daniel Wassiljewitsch Schtschenja (vor 1450–1519) zurückdrängen.

## Geschichte
Die Burg Olavinlinna wurde 1475 von den Schweden zur Sicherung der umstrittenen Gegend Savo errichtet und war ein strategisch wichtiger Punkt in der Verteidigung Schwedens. Um sie herum bildete sich eine Siedlung, die den schwedischen Namen Nyslott trug. Im Rahmen des Russisch-Schwedischen Krieges (1495–1497) war sie daher ein bedeutendes Angriffsziel russischer Truppen. Bereits 1495 war Olavinlinna erfolglos kurzzeitig von den Russen belagert worden.
Über den Verlauf der Schlacht ist relativ wenig bekannt. Zu erwähnen ist hierbei, dass sich alle überlieferten Schilderungen lediglich auf schwedische Quellen stützen und somit unzuverlässig sind, in den russischen Chroniken wurde der erfolglose Eroberungsversuch nicht näher behandelt, wohingegen die Schweden die Schlacht als wichtigen Sieg darstellen wollten. Schwedische Quellen berichten von 1000 gefallenen Russen und geben sehr geringe Verluste auf der eigenen Seite an, die auf die überlegene Strategie des schwedischen Befehlshabers Vikås zurückzuführen sei. Als gesichert gelten kann lediglich die zahlenmäßige Überlegenheit der Russen, die in Einklang mit den Überlieferungen anderer Schlachten dieses Krieges, auch denen von russischer Seite, steht.

## Historische Bedeutung
Für den Kriegsverlauf spielte die Niederlage der Russen keine größere Rolle. Statt einen weiteren kräftezehrenden Anlauf zur Einnahme von Nyslott und seiner Burg zu unternehmen, zogen sie weiter durch die Region Savo und plünderten zahlreiche Dörfer. Nyslott überstand den Krieg jedoch so gut wie unbeschadet und die kleine Siedlung wuchs in den folgenden Jahrzehnten zu einer Stadt heran. Dem Sieg der schwedischen Truppen wird in der nunmehr finnischen Stadt auch heute noch gedacht. Auf dem Marktplatz von Savonlinna erinnert eine im 19. Jahrhundert errichtete Statue an Befehlshaber Magnus Vikås.